# 戈洛维诺农村居民点 (弗拉基米尔州)
戈洛维诺农村居民点（俄语：Головинское сельское поселение）是俄罗斯联邦弗拉基米尔州苏多格达区所属的一个农村居民点。其下辖有66个居民点，行政中心为戈洛维诺。据2016年统计，该农村居民点的人口为6030人。